# Basel Dove
O Basel Dove (Pomba da Basileia) é um selo notável emitido pelo cantão da Basileia na Suíça. Foi emitido em 1 de julho de 1845 com um valor de 2 1/2-rappen e foi o único selo emitido pela Basileia. Ao mesmo tempo cada cantão foi responsável por seu próprio serviço postal e não houve uniformidade de taxas postais para a Suíça após a criação de um serviço postal nacional em 1 de Janeiro de 1849. Os outros únicos cantões a emitir os seus próprios selos foram Zurique e Genebra.
O selo, desenhado pelo arquiteto Melchior Berri, caracterizado por relevo de uma pomba branca carregando uma carta em seu bico, e foi inscrito "STADT POST BASEL". O selo é impresso em preto, crimson e azul, tornando-o primeiro selo tri-colorido do mundo. Não era válido para uso após 30 de Setembro de 1854, altura em que 41.480 selos foram impressos.

## Literatura
- Jean-Paul Bach and Felix Winterstein, Basler Taube, Reinach, Vlg. Multipress (1995) - na Alemanha